# Tagish

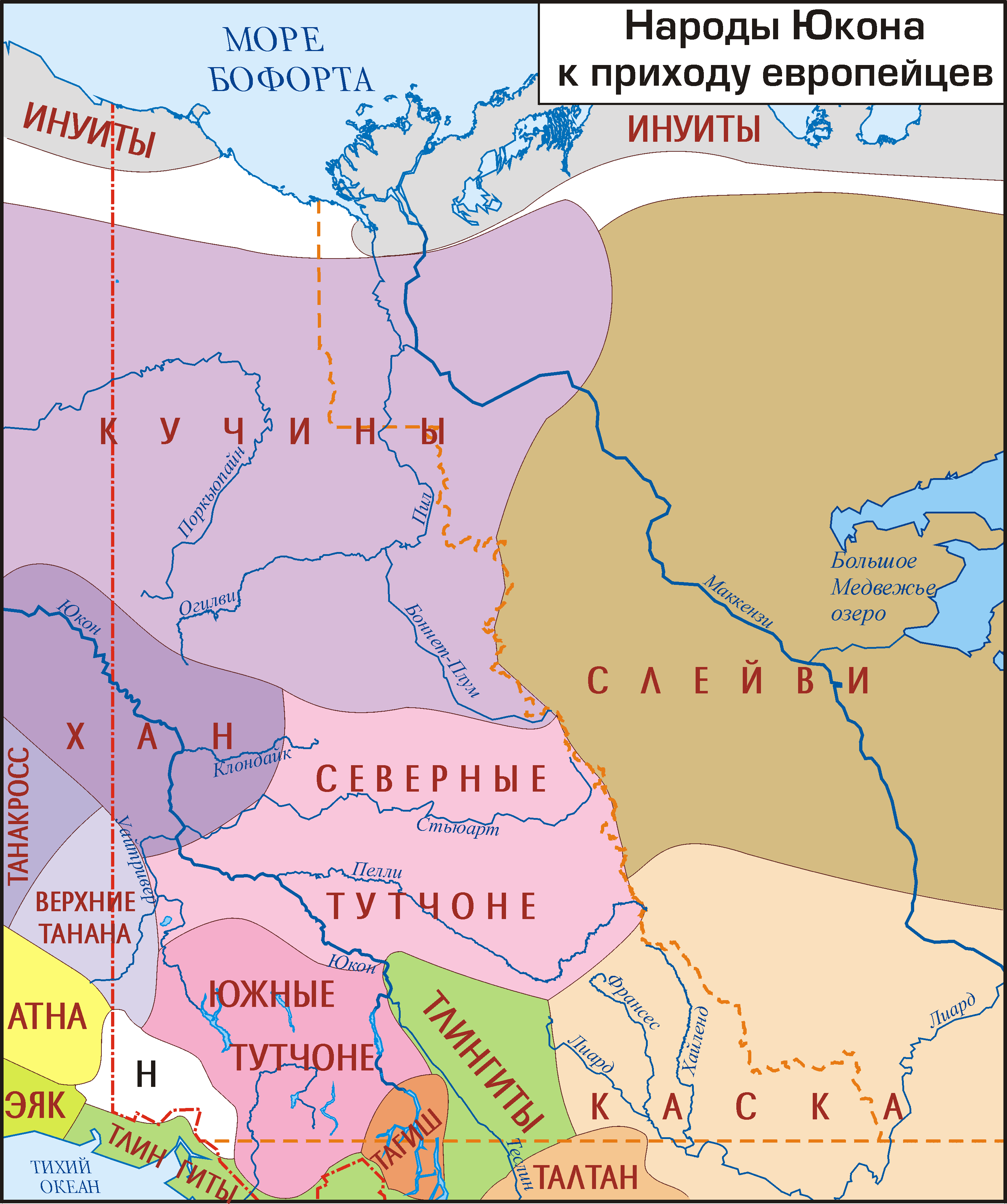
Siedlungsgebiet der Tagish (orange im Süden) u. a. First Nations im Yukon-Territorium und British-Columbia vor Ankunft der Europäer. Karte (russisch) des Linguarium-Projektes der Lomonossow-Universität.

Die Tagish („das Eis (des Frühlings) bricht“, ihre Bezeichnung für den Tagish Lake) sind eine indianische First Nation der Nördlichen Athabasken, deren traditionelles Siedlungsgebiet in der Region um den Tagish Lake und den Marsh Lake im Yukon-Territorium im Nordwesten von Kanada lag. Sie selbst bezeichneten sich daher einfach als Tā̀gish kotʼīnèʼ („Volk vom Tagish Lake“), später jedoch unter dem Einfluss der kulturell und politisch mächtigeren Tlingit (Lingit) (Linget – „Volk der Gezeiten“) identifizierten sie sich als regionale Tlingit-Stammesgruppe und bezeichneten sich fortan als Tagish Ḵwáan („regionale Stammesgruppe auf [ehemaligem] Tagish-Territorium“).

## Namen
Zusammen mit den kulturell und sprachlich eng verwandten Kaska Dena und Tahltan die zwischen dem Yukon River und Mackenzie River sowie im Tal des Liard River lebten, wurden die Tagish früher oft als Nahanni oder Nahani („People Over There Far Away“) bezeichnet.
Da jedoch auch so verschiedene Völker wie die T'aaku Kwáan der Tlingit (Lingit), die Pelly River Northern Tutchone, die Tsetsaut (Wetaɬ) sowie die Sekani (Tsek’ene) und Daneẕaa als Nahanni bezeichnet wurden, ist es oft schwierig in den historischen Quellen die einzelnen Stämme voneinander zu unterscheiden. Zur Verwirrung trug zudem bei, dass die Gitxsan, Tsimshian und Nisga’a mehrere Bands der Nördlichen Athabasken – unter ihnen auch die Tagish – als T'set'sa'ut, Ts'a̱ts'aaw oder Jits'aawit („Volk im Landesinnern“) bezeichneten.
Manchmal bezeichnet man sie zusammen mit den Kaska Dena auch als (Mackenzie) Mountain Peoples – wobei hier meistens jedoch die Mountain Dene (Shihgot’ine) der North Slavey (Sahtu Dene) sowie die South Slavey (Deh Cho) gemeint waren.

## Geschichte
Im 19. und 20. Jahrhundert zogen mehrere Tlingit (Lingit)-Familien von der Pazifikküste sowie insbesondere Taku (T'aaku Ḵwáan) vom Taku River und Auke (Aakʼw Ḵwáan) vom Alexanderarchipel und der Alaska Panhandle aus der Umgebung der heutigen Stadt Juneau zu den Tagish, Kaska Dena und Südlichen Tutchone. Die militärisch mächtigeren Tlingit ließen sich unter den bereits stark durch Krankheiten und Kriegen dezimierten Nördlichen Athabasken rund um Teslin Lake, Atlin Lake und um Carcross nieder, heirateten in die dortigen Familien ein, die daher als „Inland Tlingit“ bezeichneten „Teslin Tlingit (Deisleen Ḵwáan)“ (heute: „Teslin Tlingit Council (TTC)“) und „Taku River Tlingit (Áa Tlein Ḵwáan)“ (heute: „Teslin Tlingit Council“) dominierten bald diese Nördlichen Athabasken sprachlich sowie kulturell; so dass die dort siedelnden Tagish sich später in Tlingit (Lingit / Łingít) als Tagish Ḵwáan bezeichneten (Ḵwáan bedeutet in der Tlingit-Sprache in etwa „regionale Stammesgruppe“ bzw. „Stamm“) und sich nun als eine „Tlingit-Stammesgruppe“ auf (ehemaligem) Tagish-Territorium bzw. mit Tagish-Vorfahren betrachteten. Auch benachbarte Kaska Dena und Südliche Tutchone übernahmen das Tlingit als Handelssprache bzw. gar als Muttersprache.
Andere Tagish lebten zumeist mit Southern Tutchone vom Oberlauf des Alsek River und Yukon River zusammen sowie mit einigen Tlingit. Ebenso wie die Tagish rund um Carcross das Lingit übernommen hatten, übernahmen sie hier die Kultur und Sprache der größten Bevölkerungsgruppe – der Southern Tutchone (die jedoch selbst stark kulturell von den Tlingit beeinflusst waren).
Stammesmitglieder der Tagish waren an der Entdeckung des Goldes beteiligt, die zum Goldrausch am Klondike River Ende des 19. Jahrhunderts führte: Keish (Skookum Jim Mason), Shaaw Tláa (Kate Carmack) und Káa goox (Dawson Charlie).

## Sprache
Ihre Sprache, das Tagish (Tā̀gish oder Den k'e), zählt zu den Nordathapaskischen Sprachen im Nordwesten von Kanada und steht sprachlich den benachbarten Tahltan (Tāłtān oder Dahdzege) und Kaska (Dene Zágéʼ) so nahe, so dass einige Linguisten behaupten, Tahltan sei eine Sprache mit drei divergierenden, aber gegenseitig verständlichen Dialekten (Mithun 1999).
Heute gibt es unter den ca. 400 Tagish nur noch zwei Muttersprachler, einen tauben Sprecher sowie ein Stammesmitglied, das nur teilweise des Tagish mächtig ist, da die meisten entweder Tlingit (Lingit), Southern Tutchone oder heute zumeist Canadian English sprechen ist die Sprache äußerst gefährdet und vom Aussterben bedroht.

## Heutige First Nations mit Tagish/Inland-Tlingit-Nachfahren
Heute werden seitens der kanadischen Regierung insgesamt vier First Nations im Yukon mit „Tagish-Inland-Tlingit-Nachfahren“ offiziell als Stämme anerkannt, laut Crown-Indigenous Relations and Northern Affairs Canada zählen diese First Nations aktuell (Juni 2023) insgesamt 2.604 Stammesangehörige. Mit Ausnahme einer First Nation stellen die Tutchone jeweils die Mehrheit, nur bei der „Carcross/Tagish First Nation“ sind die Tagish die bestimmende indigene Ethnie.
Northern Tutchone Tribal Council
- First Nation of Nacho Nyak Dun (Eigenbezeichnung: Nacho Nyäk Dun – „Volk am großen Fluss, d. h. des Stewart River“, andere Tutchone bezeichneten diese als Dechan to Hot’yan – „Volk, das in den Wäldern lebt“; Verwaltungssitz: Mayo; Population Juni 2023: 554.) (Northern Tutchone, Kaska, Tahltan, Tagish und Gwich'in)

Southern Tutchone Tribal Council
- Ta’an Kwäch’än Council (Eigenbezeichnung: Ta'an Kwäch’än – „Lake Laberge Volk“; Verwaltungssitz: Whitehorse (Kwänlin); Population Juni 2023: 298.) (Southern Tutchone, Tagish und Tlingit)

Independent First Nations
- Carcross/Tagish First Nation (offiziell: Carcross/Tagish First Nation Band No. 491), die heutige „First Nation“ besteht aus Nachfahren der Tagish und Inland Tlingit mit traditionellen Wohngebiet um Carcross (Tagish: Naataase Heen – „Wasser, das durch die Enge fließt“, Inland-Lingit: Nadashaa Héeni – „Wasser, das aus dem Berg fließt“) und Whitehorse und reichte südwärts bis in den Norden British Columbias, sie lebten am Tagish River zwischen Tagish und Marsh Lake. Heute zählt man sowohl die Tagish-Nachfahren als auch die familiär verbundenen Tlingit jedoch kulturell sowie sprachlich zu den Inland Tlingit, Verwaltungssitz: Carcross Naataase Heen (Tagish for ‘water running through the narrows; Population Juni 2023: 721.) (Tagish und Inland Tlingit)

- Kwanlin Dün First Nation (KDFN) (Eigenbezeichnung: Kwänlin Dän Kwächʼǟn – „Volk von Whitehorse“; Verwaltungssitz: Whitehorse (Kwänlin); Population Juni 2023: 1.031.) (Southern Tutchone, Tagish, Tlingit)